# Liste der Bodendenkmale in Wietmarschen
In der Liste der Bodendenkmale in Wietmarschen sind die Bodendenkmale der niedersächsischen Gemeinde Wietmarschen aufgeführt. Die Quelle ist der Denkmalatlas Niedersachsen.
- Bitte beachten Sie, dass diese Liste keinen Anspruch auf Vollständigkeit erhebt.
- Die Angaben ersetzen nicht die rechtsverbindliche Auskunft der zuständigen Denkmalschutzbehörde.
- Es sind nur Daten aus dem Denkmalatlas verarbeitet.
- Der Stand der Liste ist der 25. März 2025.

Wietmarschen im Landkreis Grafschaft Bentheim

## Allgemein
In den Spalten finden sich folgende Informationen des Bodendenkmales:
| Lage         | geographische Koordinaten                                                           |
| Bezeichnung  | Bezeichnung lt. Denkmalatlas                                                        |
| Beschreibung | Beschreibung lt. Denkmalatlas                                                       |
| ID           | Objekt-ID                                                                           |
| Bild         | Bild, ggf. zusätzlich mit Link zu weiteren Fotos im Medienarchiv Wikimedia Commons. |

## Lohne
| Lage                        | Bezeichnung         | Beschreibung | ID       | Bild |
| --------------------------- | ------------------- | --- | -------- | ---- |
| 52° 31′ 59″ N, 7° 15′ 37″ O | Lohne 3, Grabhügel  | Durchmesser ca. 23 m und Höhe ca. 2 m. Fast völlig durch Sandentnahme zerstört, nur der Rand im Ost-Bereich ist erhalten.                                                                      | 28943303 | BW   |
| 52° 31′ 10″ N, 7° 15′ 21″ O | Lohne 10, Grabhügel | Durchmesser ca. 13 m und Höhe ca. 0,6 m. Flach gewölbt; Fuß allmählich auslaufend, lediglich nach Süden zur Hangseite schwach abgesetzt. Im West-Teil altes Deckungsloch, sonst keine Störung. | 28962377 | BW   |
| 52° 30′ 42″ N, 7° 14′ 21″ O | Lohne 20, Grabhügel | Größe ca. 16 × 14 m und Höhe ca. 1 m. Annähernd rund, mit abgesetztem Fuß, im Süden leicht durch Zuwegung zu ehemaliger Sandgrube beschädigt.                                                  | 28930618 | BW   |

### Lohne 1
- ID:28930520
- Standorte von drei zerstörten Großsteingräbern. Sie liegen in einem Abstand von ca. 50 bzw. 70 m zueinander in einer Reihe auf einer West-Ost verlaufenden Linie. Bereits in der 1. Hälfte des 19. Jh. hatte man die Decksteine der Gräber größtenteils entfernt; am Ende des Jahrhunderts waren die Grabbauten bis auf einzelne Steine nicht mehr vorhanden. Am mittleren Grab fand 1981 eine Ausgrabung statt. Dabei konnten ein Teil der Kammerpflasterung freigelegt und Standspuren der Trag- und Umwallungssteine nachgewiesen werden. Siehe auch: Großsteingräber bei Lohne

| Lage                        | Bezeichnung | Beschreibung | ID       | Bild |
| --------------------------- | ----------- | --- | -------- | ---- |
| 52° 30′ 45″ N, 7° 15′ 24″ O | Lohne 1     | Überreste eines Großsteingrabes. Aufschüttung, L. 19 m, Br. 13 m, H. 1,2 m, mit großer ovaler Gipfelmulde, 5 – 6 × 8 – 9 m von West nach Ost. In der Kuhle noch ein Findling aus rötlich-braunem Granit; L. 2 m, Br. 1,5 m; in dessen Oberfläche eine künstlich angebrachte Winkelrille von 3 – 4 cm Br. und 3 – 4 cm T., Schenkellänge 30 und 80 cm. | 28962374 | BW   |
| 52° 30′ 45″ N, 7° 15′ 27″ O | Lohne 12    | Bei der 1981 durchgeführten Ausgrabung wurden ein Teil der Kammerpflasterung freigelegt und Standspuren der Trag- und Umwallungssteine nachgewiesen. Anlage war demnach Nordwest-Südost orientiert. Kammer kann auf jeder Längsseite sieben Tragsteine und je einen auf den Schmalseiten gehabt haben, bei ca. 12,5 × 3 m Innenmaß. Eingang ist im südlichen Teil der Längsseite zu vermuten. Im Bereich der Längsseiten wurden jeweils fünf Standspuren von Umwallungssteinen beobachtet. Auf der nördlichen Seite betrug der Abstand zu den Trägersteinen ca. 2,5 m, auf der südlichen war er mit 1 m geringer. Neben Keramik der Trichterbecherkultur konnten Steinbeile, Pfeilspitzen und Bernstein geborgen werden. | 28930617 | BW   |
| 52° 30′ 45″ N, 7° 15′ 31″ O | Lohne 13    | Erhalten ist nur noch ein großer Stein – sichtbare L. 1,5 m. Einige alte verwachsene Eintiefungen könnten Standspuren von Trägersteinen darstellen. Eine Ausdehnung von wenigstens 12,5 m L. ist u.a. durch Scherbenfunde wahrscheinlich. | 28962379 | BW   |

### Lohne 7
- ID:28930616
- Drei Grabhügel nebeneinander; Dm. 14,5 – 16 m, H. 0,8 – 1,2 m. Ein 1932 erwähnter ist nicht mehr vorhanden.

| Lage                        | Bezeichnung | Beschreibung | ID       | Bild |
| --------------------------- | ----------- | --- | -------- | ---- |
| 52° 30′ 43″ N, 7° 14′ 31″ O | Lohne 7     | Durchmesser ca. 18 m und Höhe ca. 1,2 m. Rund, weit gewölbt, mit abgesetztem Rand. Alte Eingrabung in der Mitte. Im Süden durch Wegstreifen angeschnitten. | 28962373 | BW   |
| 52° 30′ 43″ N, 7° 14′ 33″ O | Lohne 8     | Durchmesser ca. 14 m und Höhe ca. 1 m. Ehemals groß, rund, weit, Restrand abgesetzt. Infolge alter Abgrabungen keine genauen Maße zu ermitteln. Alte muldenförmige Eintiefung in der Mitte und große Abgrabungen in der Ost-Hälfte. Östlicher Teil durch Nord-Süd verlaufenden Weg angeschnitten. Hügelfuß im Süden durch Abbruchkante gestört.                                             | 28962376 | BW   |
| 52° 30′ 43″ N, 7° 14′ 34″ O | Lohne 9     | Durchmesser ca. 18 m und Höhe ca. 0,8 m. Ehemals groß, rund, weit; infolge alter Abgrabungen keine genauen Maßangaben möglich. Oberfläche unregelmäßig; Randrest teilweise abgesetzt. In der Mitte alte Eingrabungen und Abträge, neuere Bodenabträge am Ost- und Südwest-Rand. Östlicher Teil durch Nord-Süd verlaufenden Weg angeschnitten. Hügelfuß im Süden durch Abbruchkante gestört. | 28962375 | BW   |